# Gare de Saint-Georges-de-Reneins
La gare de Saint-Georges-de-Reneins est une gare ferroviaire française de la ligne de Paris-Lyon à Marseille-Saint-Charles, située sur le territoire de la commune de Saint-Georges-de-Reneins, dans le département du Rhône, en région Auvergne-Rhône-Alpes.
Elle est mise en service en 1854 par la Compagnie du chemin de fer de Paris à Lyon (PL). C'est une halte voyageurs de la Société nationale des chemins de fer français (SNCF) du réseau TER Auvergne-Rhône-Alpes, desservie par des trains express régionaux.

## Situation ferroviaire
La gare de Saint-Georges-de-Reneins est située au point kilométrique (PK) 468,243 de la ligne de Paris-Lyon à Marseille-Saint-Charles, entre les gares de Belleville-sur-Saône et de Villefranche-sur-Saône. Elle est établie à 191 mètres d'altitude.

## Histoire
La « station de Saint-Georges » est mise en service le 10 juillet 1854 par la Compagnie du chemin de fer de Paris à Lyon (PL), lorsqu'elle ouvre à l'exploitation la section de Chalon (Saint-Côme) à Lyon (Vaise) de sa ligne de Paris à Lyon. Comme toutes les gares intermédiaires d'origine de la ligne, elle comporte un bâtiment voyageurs dû à l'architecte de la Compagnie PL Alexis Cendrier, il se compose d'un corps à quatre travées avec deux étages et des combles.
En 1910, la boîte mobile de poste du petit modèle est remplacée par une boîte du grand modèle.
La « gare de Saint-Georges » figure dans la nomenclature 1911 des gares, stations et haltes, de la Compagnie des chemins de fer de Paris à Lyon et à la Méditerranée (PLM). Elle porte le no 15 de la ligne de Paris à Marseille et à Vintimille (4e Section - Rhône). C'est une gare ouverte au service partiel de la Grande Vitesse (GV) et de la Petite Vitesse (PV).

## Fréquentation
Selon les estimations de la SNCF, la fréquentation annuelle de la gare s'élève aux nombres indiqués dans le tableau ci-dessous.
| Année                      | 2015   | 2016   | 2017   | 2018   | 2019   | 2020   | 2021   | 2022   |
| -------------------------- | ------ | ------ | ------ | ------ | ------ | ------ | ------ | ------ |
| Voyageurs                  | 63 468 | 60 094 | 59 201 | 57 702 | 66 746 | 39 371 | 52 829 | 74 388 |
| Voyageurs et non voyageurs | 65 431 | 61 953 | 61 032 | 59 487 | 68 811 | 40 589 | 54 463 | 76 688 |

## Service des voyageurs

### Accueil
Halte SNCF, c'est un point d'arrêt non géré (PANG) à entrée libre. Elle dispose de deux quais avec abris.

### Desserte

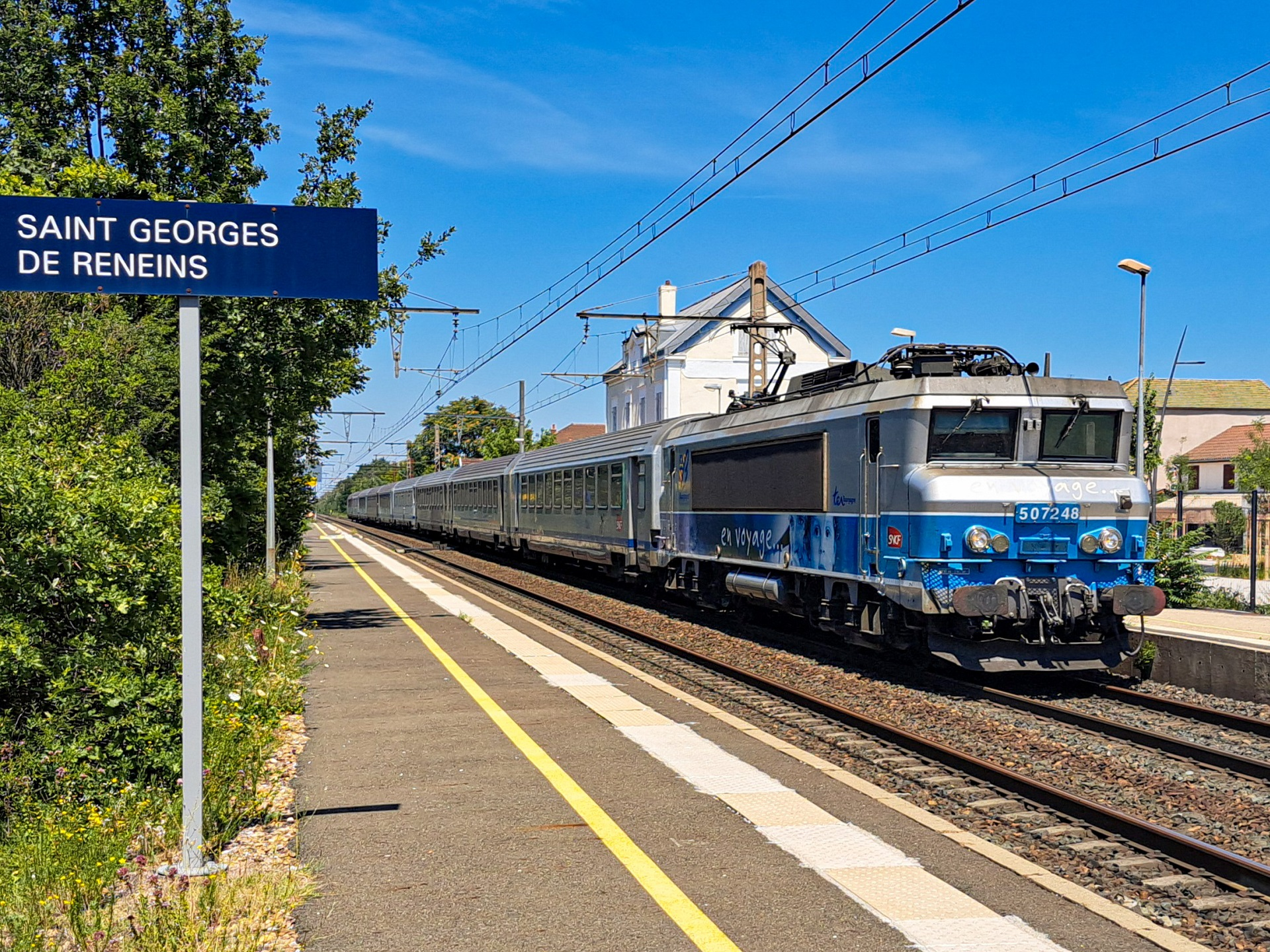
Passage du TER 17757 sans arrêt dans la gare.

Saint-Georges-de-Reneins est une halte voyageurs SNCF du réseau TER Auvergne-Rhône-Alpes, desservie par des trains express régionaux de la relation : Mâcon-Ville - Valence (ou Lyon-Perrache, ou Lyon-Part-Dieu).
Elle voit aussi passer des trains, sans arrêt en gare, circulant entre Lyon-Part-Dieu et Dijon-Ville ou vice versa.

### Intermodalité
Un parking pour les véhicules et un parc pour les vélos y sont aménagés.
La ligne 25 du réseau interurbain Cars Région Express assure la liaison entre Villefranche-sur-Saône et la gare de Mâcon-Loché-TGV via Saint-Georges-de-Reneins, Belleville-sur-Saône et Romanèche-Thorins.

## Patrimoine ferroviaire
L'ancien bâtiment voyageurs, dû à l'architecte Alexis Cendrier de la Compagnie du chemin de fer de Paris à Lyon (PL), mis en service en 1854 est toujours présent sur le site bien qu'inutilisé pour le service voyageurs. Le corps principal du bâtiment comporte trois travées et un étage avec combles ainsi qu'une annexe à une travée, située en aile. On y trouve également l'ancienne halle à marchandises.